# (32580) Avbalasingam
2001 QY97 (asteroide 32580) é um asteroide da cintura principal. Possui uma excentricidade de 0.10821280 e uma inclinação de 6.98177º.
Este asteroide foi descoberto no dia 18 de agosto de 2001 por LINEAR em Socorro.